# Marcel Idiers
Marcel Idiers, né le 5 mars 1886 à Auderghem, en Belgique, et mort le 9 février 1960 à Paris 18e, est un écrivain belge de langue française, spécialisé dans le roman populaire. Il a également publié sous les pseudonymes Jean Fabien et Sreidi.

## Biographie
Écrivain prolifique, il publie un grand nombre de romans d'amour pour jeunes filles et est l'auteur de quelques romans d'aventures ou historiques. Il a également fait paraître des romans populaires, dont plusieurs romans policiers sous le pseudonyme de Jean Fabien.
Son personnage le plus connu dans le genre policier est L'Homme au stylo, dont les six aventures paraissent, sous le pseudonyme Jean Fabien, en 1945. « La trentaine, joli garçon, grand, mince et élégant, il habite un appartement trois pièces dans une rue calme d'un quartier parisien du vieux Passy. Insaisissable et mystérieux, ce voleur gentleman, inspiré peu ou prou d'Arsène Lupin, ne tue jamais et choisit ses victimes parmi les individus qui ont acquis leur richesse de façon peu recommandable. Adepte du déguisement, mais uniquement lorsqu'il n'est pas sur un coup, il a l'habitude d'opérer avec un stylo dissimulant une seringue Pravas qui lui permet d'injecter un liquide opiacé capable de provoquer un sommeil immédiat chez la personne qu'il a choisie de neutraliser ».
Sa femme Jeanne Philbert est également romancière sous le nom de plume Magali. Le couple a signé quelques romans en collaboration.

## Œuvres

### Romans

#### Série d'aventuresUn apprenti parisien autour du monde
- Le Poignard japonais, Paris, France-Édition, coll. « Les plus beaux romans d'aventures » no 49, 1922
- Le Club des invincibles, Paris, France-Édition, coll. « Les plus beaux romans d'aventures » no 50, 1922

#### Série policièreAventures extraordinaires de Maurice Dupont
- La Bague à secret, Paris, France-Édition, coll. « Les plus beaux romans d'aventures » no 105, 1923
- Master James Plamerson, Paris, France-Édition, coll. « Les plus beaux romans d'aventures » no 106, 1923
- Dans la jungle mystérieuse, Paris, France-Édition, coll. « Les plus beaux romans d'aventures » no 107, 1923
- Seul contre tous, Paris, France-Édition, coll. « Les plus beaux romans d'aventures » no 108, 1923

#### Série d'aventuresLe Tour du monde de Bibi, champion poids-plume
- Un concours sensationnel, Paris, France-Édition, coll. « Les plus beaux romans d'aventures » no 81, 1923
- Le Document secret, Paris, France-Édition, coll. « Les plus beaux romans d'aventures » no 82, 1923
- Les Compagnons du lotus, Paris, France-Édition, coll. « Les plus beaux romans d'aventures » no 83, 1923
- Les Thugs étrangleurs, Paris, France-Édition, coll. « Les plus beaux romans d'aventures » no 84, 1923

#### Série policièreJean Dalbert, roi des détectives
- Le Bouton du mandarin, Paris, France-Édition, coll. « Les plus beaux romans d'aventures » no 137, 1924
- L'Insaisissable, Paris, France-Édition, coll. « Les plus beaux romans d'aventures » no 138, 1924
- L'Énigme de la rue Lafitte, Paris, France-Édition, coll. « Les plus beaux romans d'aventures » no 139, 1924
- Bas les masques, Paris, France-Édition, coll. « Les plus beaux romans d'aventures » no 140, 1924

#### Autres romans
- Les Pillars mexicains, Éditions de la collection d'aventures no 233, 1917 ; réédition, Paris, Tallandier, coll. « Le Livre d'aventures » no 26, 1937
- La Machine infernale, Éditions de la collection d'aventures no 234, 1917
- La Jonque sacrée, Éditions de la collection d'aventures no 235, 1917
- Maurice Gillar, détective, Paris, Offenstadt, coll. « d'aventures » no 42, 1917
- L'Homme à la tête de chien, Paris, Offenstadt, coll. « d'aventures » no 43, 1917
- Une femme aimait, Paris, France-Édition, coll. « Ce qu'on lit à vingt ans » no 35, 1923
- La Perle noire de Java, Paris, Tallandier, coll. « Le Livre national. Aventures et Voyages » no 21, 1925
- L'Hindou aux yeux de jade, Paris, Tallandier, coll. « Le Livre national. Aventures et Voyages » no 66, 1925
- Parce qu'elle aimait, Paris, Éditions Ferenczi, coll. « Mon livre favori » no 235, 1925
- Sylvette, Paris, Rouff, coll. « Le Livre illustré » no 17, 1925
- Le cœur ne trompe pas, Paris, Rouff, coll. « Mon roman complet illustré » no 142, 1926
- Pour être heureuse, Paris, Rouff, coll. « Le Livre illustré » no 34, 1926
- Pourquoi pleurer !, Paris, Flammarion, coll. « Les Maîtres du roman populaire » no 288, 1926
- La Petite Figurante, Paris, Librairie du Livre national, coll. « Le Livre de poche », no 118, 1926
- La Dot de Claire, Paris, Librairie du Livre national, coll. « Le Livre de poche », no 136, 1926
- Cœur en déroute, Paris, Librairie du Livre national, coll. « Le Livre de poche », no 167, 1926
- Aime-moi, Paris, Éditions S.E.T., coll. « Les plus belles histoires d'amour » no 15, 1927
- Le Collier de rubis, Paris, Éditions Ferenczi, coll. « Le Roman policier », 2e série, no 10, 1927
- La Petite sans nom, Paris, Librairie du Livre national, coll. « Le Livre de poche », 2e série, no 140, 1927
- Quand l'amour veille, Paris, Librairie du Livre national, coll. « Le Livre de poche », 2e série, no 153, 1927
- Les Cœurs esclaves, Paris, Librairie du Livre national, coll. « Le Livre de poche », 2e série, no 195, 1927 ; réédition, Paris, Société d'éditions, publications et industries annexes, coll. « Fama » no 422, 1935
- L'Enlèvement d'Yvonne, Paris, Librairie du Livre national Jules Tallandier, coll. « Le Livre de poche », nouvelle série, no 45, 1928
- Après la faute, roman d'amour inédit, Paris, Éditions S.E.T., coll. « Les meilleurs romans populaires » no 13, 1928
- Haine d'actrice, Paris, Rouff, coll. « Mon roman complet illustré » no 286, 1928
- Jean Bart, l'aigle des mers, Paris, éditions Baudinière, 1928 (en collaboration avec Magali)
- Pour lui, Paris, Librairie du Livre national, 1928
- Nonette, roman d'amour, Paris, Éditions S.E.T., coll. « Les plus belles histoires d'amour » no 30, 1928
- Pour venger l'amour, Paris, Librairie du Livre national, 1929
- Un mariage de raison, Paris, Librairie du Livre national, 1929
- Mademoiselle Jacquin, dactylo, Paris, Éditions S.E.T., coll. « Les plus belles histoires d'amour » no 50, 1929
- Mon fiancé d'Amérique, Paris, Édition de la mode nationale, coll. « Fama » no 198, 1929 ; réédition, Paris Tallandier, coll. « Les jolies romans » no 32, 1932
- Au service de l'amour, Paris, Rouff, coll. « Mon roman » no 322, 1929
- La Reine des coyotes, Paris, Tallandier, coll. « Le Livre national. Grandes aventures et voyages excentriques » no 278, 1929
- Les Compagnons de la fleur bleue, Paris, Tallandier, coll. « Le Livre national. Grandes aventures et voyages excentriques » no 319, 1930
- Princesse en exil, Paris, Rouff, coll. « Mon roman » no 376, 1930
- L'Intruse, Paris, Éditions S.E.T., coll. « Les plus belles histoires d'amour » no 75, 1930
- Le Fiancé de Danielle, Paris, Édition de la mode nationale, coll. « Fama » no 265, 1931
- Quand l'amour parle, Paris, Librairie du Livre national, coll. « Le Livre de poche », no 185, 1931
- La Demoiselle au chapeau rouge, Paris, Société parisienne d'éditions, coll. « Graziella » no 2, 1931
- Calvaire d'amour, Paris, Tallandier, coll. « Le Livre national. Romans polulaires » no 779, 1931
- La Bonne Aventure, Paris, Société parisienne d'édition, coll. « Graziella » no 4, 1931
- Les Millions de l'oncle Gustave, Paris, Société parisienne d'édition, coll. « Graziella » no 6, 1931
- La Robe de mariée, Paris, Société parisienne d'édition, coll. « Graziella » no 8, 1931
- Christiane l'arrogante, Paris, Tallandier, 1931
- Mademoiselle Suzy, mannequin, Paris, Hebdo-Romans, coll. « Série bleue » no 35, 1931
- La Raison du cœur, Paris, Librairie contemporaine, coll. « Le Roman du dimanche » no 41, 1932
- Et l'amour vint, Paris, Tallandier, coll. « Les jolies romans » no 48, 1932
- Le Mariage de Germaine, Paris, Rouff, coll. « Les Romans vécus » no 68, 1932
- Sur le pavé, Paris, Rouff, coll. « Les Romans vécus » no 93, 1932
- La Captive enchantée, Paris, La Renaissance du livre, 1932 ; réédition, Paris, Société d'éditions, publications et industries annexes, coll. « Fama » no 539, 1937
- L'Intruse, Paris, Société d'éditions, publications et industries annexes, coll. « Fama » no 338, 1933
- La Désespérée, Paris, Librairie contemporaine, coll. « Le Roman du dimanche » no 56, 1933
- Trop jolie, Paris, Tallandier, coll. « Les jolies romans » no 69, 1933
- Le Mariage de Nelly, Éditions de Montsouris, collection Stella no 308, 1933
- La Demoiselle au chapeau rouge, Paris, Tallandier, 1933
- Mon cœur au secret, Paris, Tallandier, 1933
- L'Aube du cœur, Paris, Tallandier, 1934 ; réédition, Paris, Éditions de Lutèce, coll. « Francine » no 59, 1952
- Le Miracle de Sainte-Catherine, Paris, Tallandier coll. « Les Romans bleus » no 45, 1934
- Un cœur captif, Paris, J. Téqui, coll. « collection parisienne » no 53, 1936
- L'Appel du cœur, Paris, Société d'éditions, publications et industries annexes, coll. « Fama » no 525, 1937
- À l'assaut de la Bastille, Paris, coll. « L'Histoire vécue » no 38, 1937
- La Conspiration Malet, Paris, coll. « L'Histoire vécue » no 45, 1937
- Quand l'amour renaît..., Paris, Société d'éditions, publications et industries annexes, coll. « Fama » no 587, 1938
- Une course autour du monde, Paris, Tallandier, coll. « Le Livre d'aventures » no 35, 1938
- Épouse-le !, Paris, J. Téqui, coll. « collection parisienne » no 95, 1938
- Mlle Gillard, poste restante, Paris, Tallandier coll. « Le Livre de poche » no 73, 1939
- Princesse d'un jour, Paris, Éditions Lutèce, 1941
- Mlle Vincent, vendeuse, Paris, Éditions Lutèce, 1942 ; réédition, Toulouse, Éditions Chantal, coll. « Liseron bleu » no 4, 1945
- Le Coup de foudre, Toulouse, Éditions Chantal, coll. « Liseron bleu » no 5, 1945
- Le Jeune Homme timide, Toulouse, Éditions Chantal, coll. « Liseron bleu » no 14, 1945
- Monique et le Sauvage, Toulouse, Éditions Chantal, coll. « Liseron bleu » no 15, 1945
- Le cœur hésite, Paris, Pigelet, coll. « Rose rouge », 1945
- Dans la geôle enchantée, Lyon, Éditions Document 48, 1947 (en collaboration avec Magali)
- Ariane, mon amour, Paris, M. Daubin, coll. « Les Œuvres littéraires féminines », 1947 (en collaboration avec Magali)
- Orage sur deux cœurs, Paris, Amiot-Dumont, coll. « Bérénice », 1949 (en collaboration avec Magali)
- Le Mariage romanesque, Paris, Amiot-Dumont, coll. « Bérénice », 1949 (en collaboration avec Magali)
- Rosamonde au cœur fier, Paris, Tallandier, 1949 (en collaboration avec Magali)
- Mirage, Paris, Éditions de Lutèce, coll. « Francine » no 56, 1951
- L'Aube de l'amour, Paris, Éditions de Lutèce, coll. « Francine » no 59, 1951
- Anita et la Chimère, Paris, Tallandier, 1955 (en collaboration avec Magali)
- La Duchesse aux jasmins, Paris, Tallandier, coll. « Les Heures bleues, Femmes d'aujourd'hui », 1955 (en collaboration avec Magali)
- Imprudente Catherine, Paris, Tallandier, 1956 (en collaboration avec Magali)
- Florence hôtesse à bord, Collection Belle Hélène (s.d.)
- Saison perdue, Collection Belle Hélène (s.d.)
- Charmante Poppy, Collection Belle Hélène (s.d.)
- La Nuit des sortilèges, Collection Belle Hélène (s.d.)
- L'Intrigante, Collection Belle Hélène (s.d.)
- Printemps volé, Collection Belle Hélène (s.d.)
- À quoi pensais-tu, Marion ?, Paris, Tallandier, coll. « Le Cercle romanesque », (s.d.)
- Le Voyage sans retour, Paris, Tallandier, coll. « Le Cercle romanesque », (s.d.)
- L'Heure de vérité, Paris, Tallandier, coll. « Le Cercle romanesque », (s.d.)
- L'Homme du ranch, Paris, Tallandier, coll. « Le Cercle romanesque », (s.d.)
- L'Usurpatrice, Paris, Tallandier, coll. « Le Cercle romanesque », (s.d.)
- Rendez-vous sous les palmes, Paris, Tallandier, coll. « Le Cercle romanesque », (s.d.)
- Sa dernière soirée, Paris, Tallandier, coll. « Le Cercle romanesque », (s.d.)
- Les Couleurs du rêve, Collection Floralies (s.d.)

### Romans signés Jean Fabien

#### Série policièreL'Homme au stylo
- L'Homme au stylo, Paris, S.N.E., 1945
- L'Inspecteur Furet, Paris, S.N.E., 1945
- L'Espion, Paris, S.N.E., 1945
- Le Persécuteur invisible, Paris, S.N.E., 1945
- Le Loup devenu berge, Paris, S.N.E., 1945
- Le Faux et le Vrai Furet, Paris, S.N.E., 1945

#### Autres romans signés Jean Fabien
- Roultaball, Paris, France-Édition, coll. « Les plus beaux romans d'aventures » no 31, 1916
- L'Homme au bandeau, Paris, France-Édition, coll. « Les plus beaux romans d'aventures » no 32, 1916
- L'Insaisissable, Paris, France-Édition, coll. « Les plus beaux romans d'aventures » no 138, 1924
- La Loi du désert, Paris, Éditions de la collection d'aventures no 191, 1920
- Premier Amour, Paris, S.N.E, 1944
- La Robe de satin cerise, Paris, S.N.E., 1944
- Un mariage blanc, Paris, S.N.E., 1944
- Le Mur mitoyen, Paris, Société d'éditions générales, 1945
- Lucienne et son histoire vraie, Paris, Éditions du Diadème, coll. « Histoires vraies », 1948
- Le Supplice de Tantale, Paris, C.P.E., 1956 (écrit en collaboration ou complété par Magali]

## Sources
- Claude Mesplède, Dictionnaire des littératures policières, vol. 1 : A - I, Nantes, Joseph K, coll. « Temps noir », 2007, 1054 p. (ISBN 978-2-910-68644-4, OCLC 315873251), p. 999-1000 (notice L'Homme au stylo) et 1024-1025 (notice Marcel Idiers).
- Jean Tulard, Dictionnaire du roman policier : 1841-2005. Auteurs, personnages, œuvres, thèmes, collections, éditeurs, Paris, Fayard, 2005, 768 p. (ISBN 978-2-915793-51-2, OCLC 62533410), p. 365-366